# Amietophrynus camerunensis
Amietophrynus camerunensis är en groddjursart som först beskrevs av Parker 1936.  Amietophrynus camerunensis ingår i släktet Amietophrynus och familjen paddor. IUCN kategoriserar arten globalt som livskraftig. Inga underarter finns listade i Catalogue of Life.